# Marathon van Nagano 2013
De marathon van Nagano 2013 (ook wel Nagano Olympic Commemorative) vond plaats op zondag 21 april 2013 in Nagano. Het was de vijftiende editie van deze marathon.
De overwinning bij de mannen ging naar de Japanner Yuki Kawauchi in 2:14.27, ruim een minuut sneller dan Aleksej Sokolov uit Rusland. Bij de vrouwen zegevierde de Russische Natalja Poetsjkova in 2:30.40.
Zowel de mannen als de vrouwen kwamen met hun tijden niet in de buurt van het parcoursrecord.

## Uitslagen
Mannen
| rang | naam               | land | tijd    |
| ---- | ------------------ | ---- | ------- |
| 1    | Yuki Kawauchi      | JPN  | 2:14.27 |
| 2    | Aleksej Sokolov    | RUS  | 2:15.31 |
| 3    | Hirokatsu Kurosaki | JPN  | 2:17.28 |
| 4    | Kensuke Ujihara    | JPN  | 2:18.13 |
| 5    | Jun Matsumoto      | JPN  | 2:19.47 |
| 6    | Yuta Koyama        | JPN  | 2:20.43 |
| 7    | Takahiro Inoue     | JPN  | 2:21.06 |
| 8    | Shota Yamada       | JPN  | 2:23.16 |
| 9    | Isaias Beyn        | ERI  | 2:23.17 |
| 10   | Hiro Tonegawa      | JPN  | 2:23.32 |

Vrouwen
| rang | naam               | land | tijd    |
| ---- | ------------------ | ---- | ------- |
| 1    | Natalja Poetsjkova | RUS  | 2:30.40 |
| 2    | Beatrice Jepkemboi | KEN  | 2:36.51 |
| 3    | Seika Iwamura      | JPN  | 2:41.19 |
| 4    | Mika Okjunaga      | JPN  | 2:44.21 |
| 5    | Chihiro Tanaka     | JPN  | 2:49.51 |
| 6    | Yoshimi Hoshino    | JPN  | 2:52.03 |

Shinmai-periode:

1958 ·
1959 ·
1960 ·
1961 ·
1962 ·
1963 ·
1964 ·
1965 ·
1966 ·
1967 ·
1968 ·
1969 ·
1970 ·
1971 ·
1972 ·
1973 ·
1974 ·
1975 ·
1976 ·
1977 ·
1978 ·
1979 ·
1980 ·
1981 ·
1982 ·
1983 ·
1984 ·
1985 ·
1986 ·
1987 ·
1988 ·
1989 ·
1990 ·
1991 ·
1992 ·
1993 ·
1994 ·
1995 ·
1996 ·
1997 ·
1998

Nagano-periode:

1999 ·
2000 ·
2001 ·
2002 ·
2003 ·
2004 ·
2005 ·
2006 ·
2007 ·
2008 ·
2009 ·
2010 ·
2011 ·
2012 ·
2013 ·
2014 ·
2015 ·
2016 ·
2017